# Шомис
Шомис (фр. Chaumusse) насеље је и општина у источној Француској у региону Франш-Конте, у департману Јура која припада префектури Сен Клод.
По подацима из 2011. године у општини је живело 371 становника, а густина насељености је износила 34,93 становника/km². Општина се простире на површини од 10,62 km². Налази се на средњој надморској висини од 884 метара (максималној 958 m, а минималној 790 m).

## Демографија
| 1962. | 1968. | 1975. | 1982. | 1990. | 1999. | 2011. |
| ----- | ----- | ----- | ----- | ----- | ----- | ----- |
| 230   | 244   | 203   | 251   | 264   | 289   | 371   |

График промене броја становника у току последњих година